# 格但斯克湾

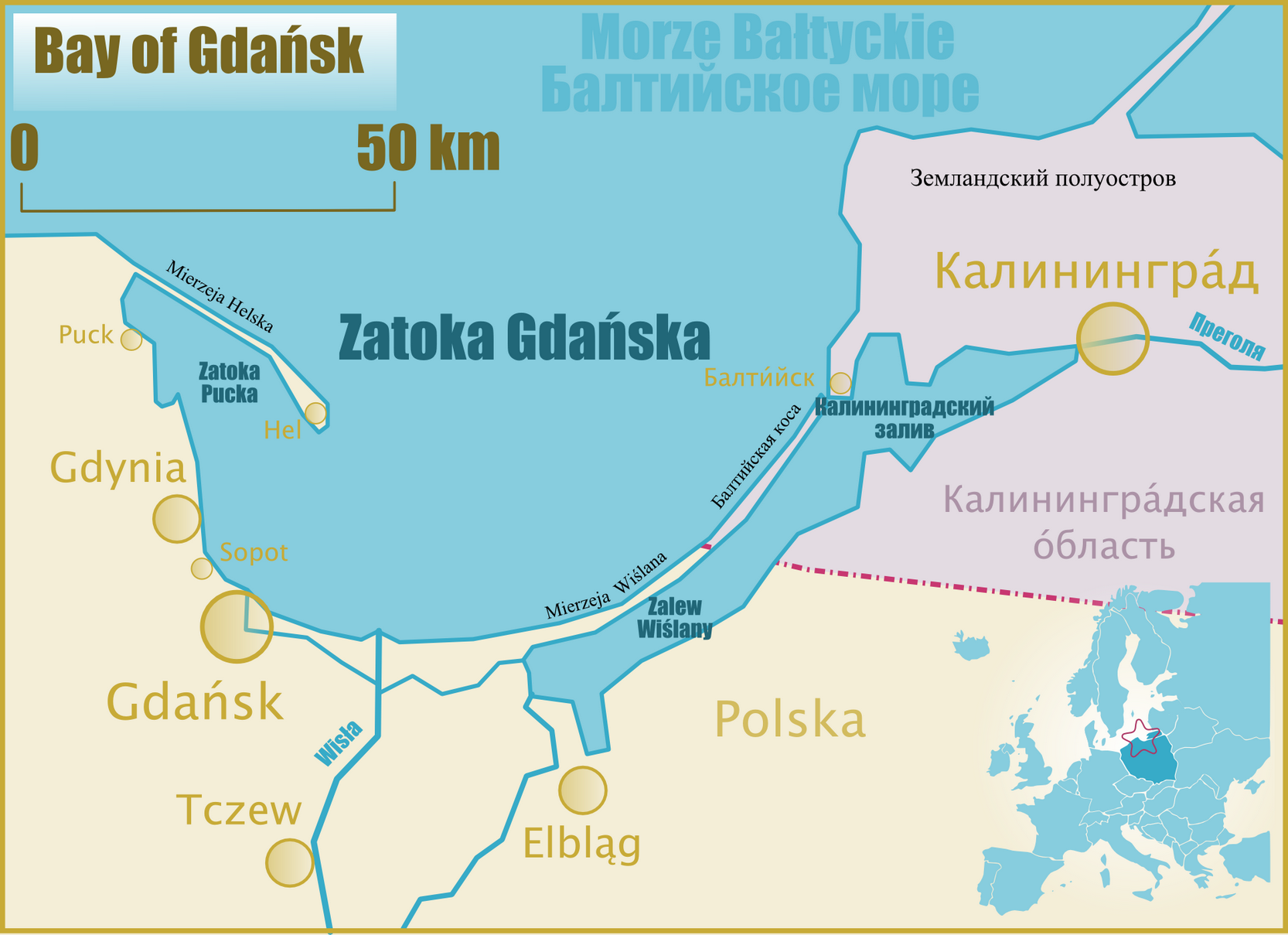
格但斯克湾的地图

格但斯克湾（波蘭語：Zatoka Gdańska）也称但泽湾（德語：Danziger Bucht）位于維斯瓦河的出海口，波罗的海东南部，得名于附近的波兰城市格但斯克。

## 地理
格但斯克湾的西方是普茨克湾，南方是波兰的波美拉尼亚省，东南方是维斯图拉潟湖，中间隔着维斯瓦沙嘴，有波罗的斯克海峡相连，东方是俄罗斯加里宁格勒州的桑比亚半岛。格但斯克湾水最深处为120米，盐度为0.7%。

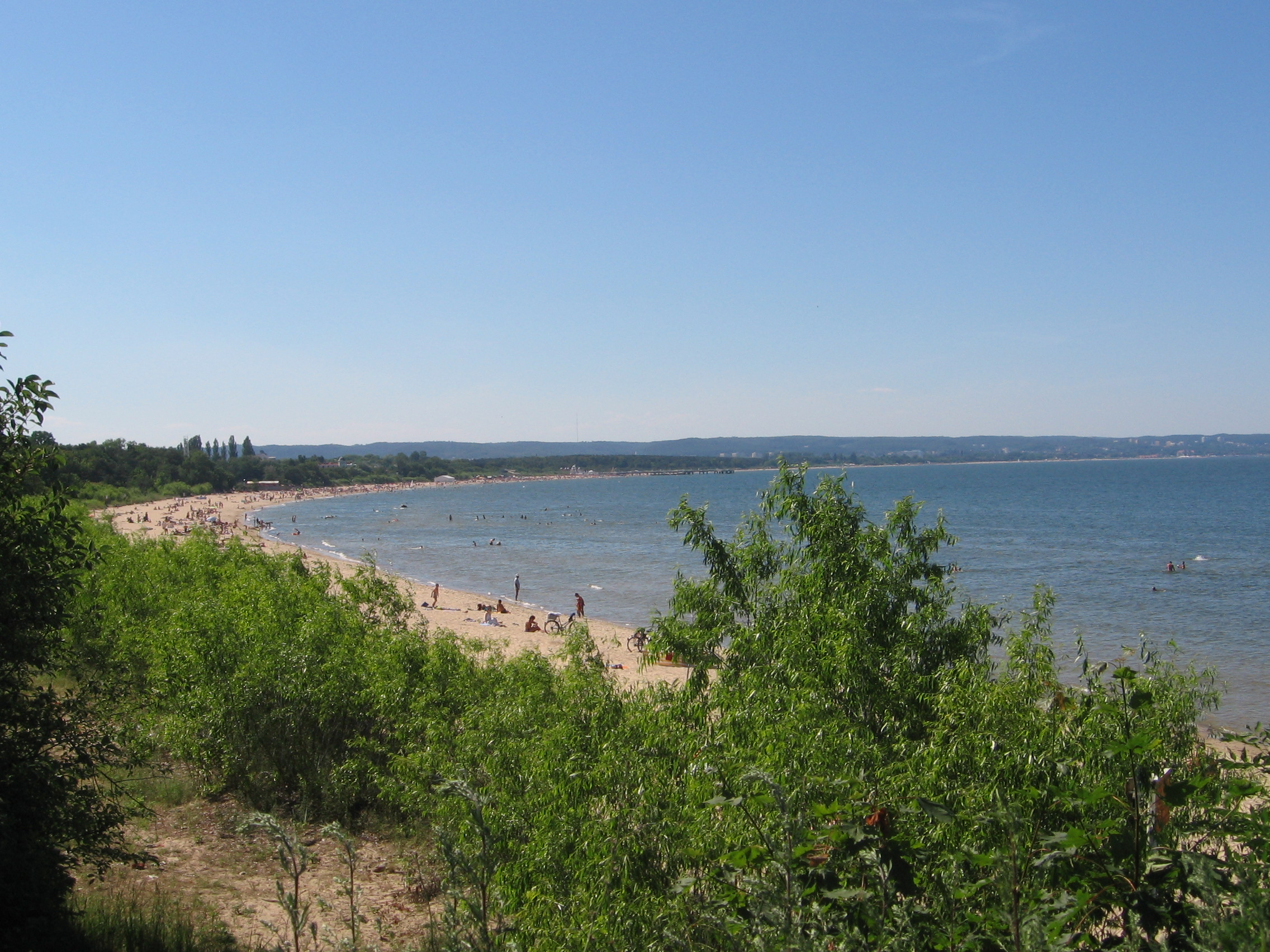
格但斯克灣的沙滩

格但斯克湾沿岸的港口城市有：加里宁格勒、格但斯克、格丁尼亚、普茨克、索波特、海尔、普里莫尔斯克和波罗的斯克。注入格但斯克湾的河流有普列戈利亚河和维斯图拉河。